# Ricardinho (football, juin 1976)
Pour les articles homonymes, voir Ricardinho.
Ricardo Alexandre dos Santos, plus communément appelé Ricardinho est un footballeur brésilien né le 24 juin 1976. Il est milieu de terrain.